# Halichondria nigrocutis
Halichondria nigrocutis är en svampdjursart som först beskrevs av Carter 1886.  Halichondria nigrocutis ingår i släktet Halichondria och familjen Halichondriidae.
Artens utbredningsområde är Sydaustralien. Inga underarter finns listade i Catalogue of Life.